# 圣塞巴斯蒂昂-达阿莫雷拉
圣塞巴斯蒂昂-达阿莫雷拉是巴西巴拉那州的一个市镇。总面积227.982平方公里，总人口8976人，人口密度39.4人/平方公里。